# 아베노구
아베노구(일본어: 阿倍野区 아베노쿠[*])는 일본 오사카부 오사카시를 구성하는 24개 구 중 하나이다. 샤프의 본사가 있다.

## 지리
북부의 아베노 다리 주변은 긴테쓰 미나미오사카선 오사카아베노바시역, 오사카 메트로 미도스지선, 다니마치선 덴노지역, 한카이 전기 궤도 우에마치선 덴노지에키마에 정류장이 있고 백화점과 영화관 등이 존재하는 상업 지구이다. 국도 25호선을 사이로 북쪽에는 덴노지구에 위치하는 JR 오사카 순환선, 간사이 본선, 한와선 덴노지역과 함께 "덴노지, 아베노"로 자리 매김하여 오사카부에서는 북쪽의 우메다, 남쪽의 신사이바시, 난바를 잇는 오사카의 제3터미널, 번화가 기능을 가진다.

### 인접한 지자체
- 덴노지구
- 이쿠노구
- 히가시스미요시구
- 스미요시구
- 니시나리구

## 역사
1943년 4월 1일에 오사카시의 구의 수가 15개에서 22개로 증가하면서 스미요시구는 3개의 구로 나뉘었는데 그 중 하나가 아베노구였고 나머지는 히가시스미요시구와 스미요시구였다. "아베노"라는 이름의 기원에 대해서는 다양한 설들이 있다. 그 중 하나는 고대 일본의 강력한 일족이었던 아베씨에서 왔다는 것이고 또 하나는 만엽집의 야마베노 아카히토의 노래에서 유래되었다는 설, 옛 지명인 히가시나리군 아마베향에서 왔다는 설 등이 있지만 호족 아베씨 유래설이 현재 유력하다.

## 교통

### 철도
- 긴키 닛폰 철도
  - 미나미오사카선
    - 오사카아베노바시역 - 고보레구치역 - (히가시스미요시구 기타타나베역 →)

- 서일본 여객철도
  - 한와선
    - (← 덴노지구 덴노지역) - 비쇼엔역 - 미나미타나베역 - 쓰루가오카역 - (스미요시구 나가이역 →)

- 오사카 메트로
  - 미도스지선
    - (← 니시나리구 도부쓰엔마에역) - 덴노지역 - 쇼와초역 - 니시타나베역 - (스미요시구 나가이역 →)

  - 다니마치선
    - (← 덴노지구 덴노지역) - 아베노역 - 후미노사토역 - (히가시스미요시구 다나베역 →)

- 한카이 전기 궤도
  - 우에마치선
    - 덴노지에키마에 정류장 - 아베노역 - 마쓰무시 정류장 - 히가시텐가차야 정류장 - 기타바타케 정류장 - 히메마쓰 정류장 - (스미요시구 데즈카야마 3초메 정류장 →)

### 도로
- 한신 고속도로
- 국도 제25호선